# L'Homme qui rit
Pour les articles homonymes, voir L'Homme qui rit (homonymie).
L'Homme qui rit est un roman philosophique et dramatique de Victor Hugo publié en avril 1869 dont l’action se déroule dans l’Angleterre de la fin du XVIIe et du début du XVIIIe siècle. Il est notamment célèbre pour la figure mutilée dans un rire permanent de son héros qui a fortement inspiré le monde littéraire et cinématographique.

## Publication

### Genèse

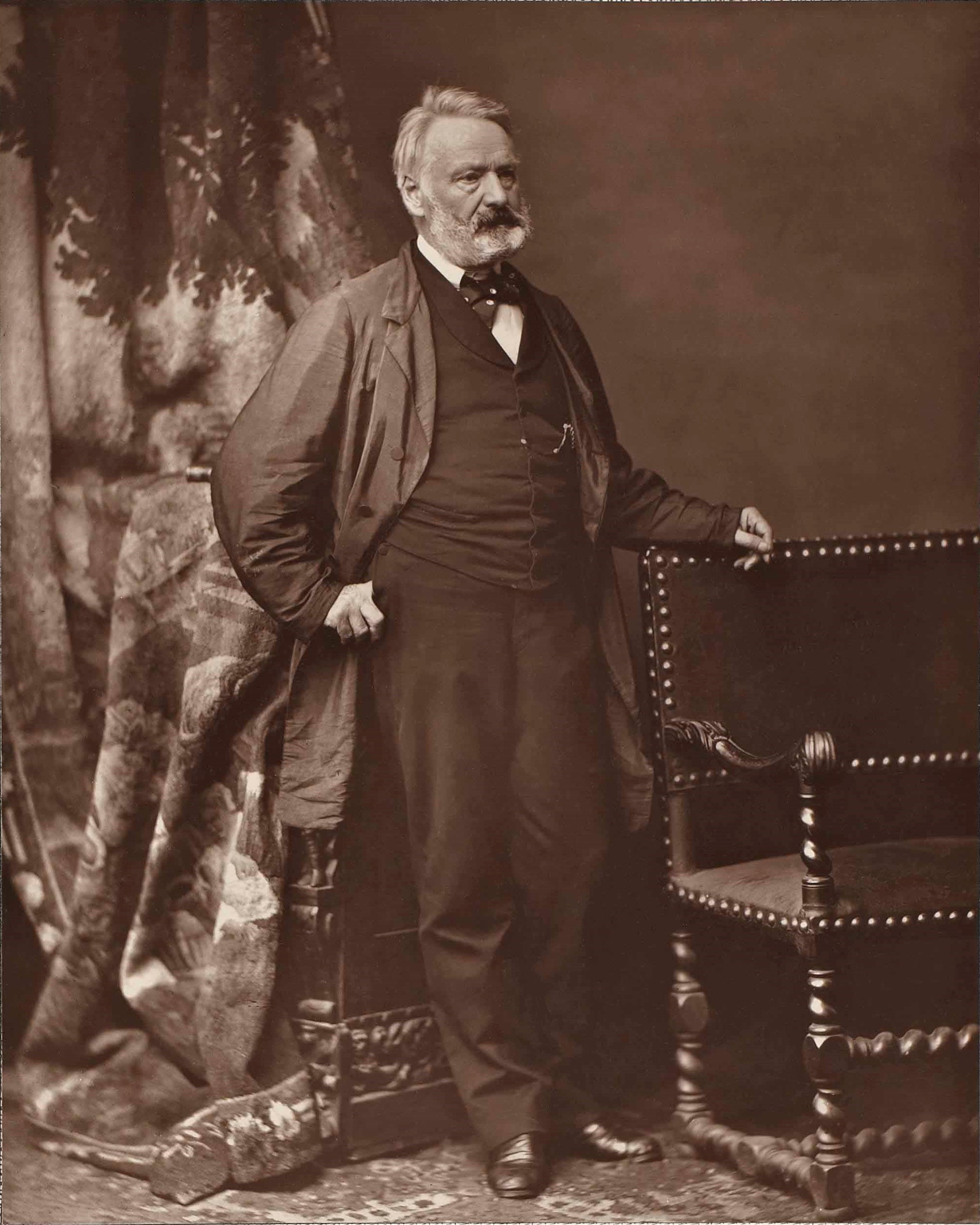
Victor Hugo à Bruxelles en 1867, photographie de Bertall.

Dès 1861 - 1862, Victor Hugo a le projet d'écrire une trilogie politique : un livre traitant de l'aristocratie (L'Homme qui rit), un autre traitant de la monarchie et le dernier traitant de la révolution (Quatrevingt-treize). On a la trace de ce projet par des notes prises par Victor Hugo dans les années 1862, 1863, concernant l'étude d'une Chronique de la régence et du règne de Louis XV ou Journal de Barbier. Ce fait est confirmé par l'introduction de L'homme qui rit :
« Le vrai titre de ce livre serait l'Aristocratie. Un autre livre, qui suivra, pourra être intitulé la Monarchie. Et ces deux livres, s'il est donné à l'auteur d'achever ce travail, en précèderont et en amèneront un autre qui sera intitulé : Quatrevingt-treize. »
C'est dans le Journal historique et anecdotique du règne de Louis XV de Barbier qu'il trouve l'inspiration pour certaines scènes du roman : la mutilation subie par Gwynplaine est identique à celles perpétrées sur les galériens et décrites dans le Journal de Barbier, c'est aussi dans Barbier que l'on entend parler de vol d'enfants.
Victor Hugo commence la rédaction de son ouvrage le 21 juillet 1866, à Bruxelles et le termine deux ans plus tard, le 23 août 1868 toujours à Bruxelles. Mais c'est en exil à Guernesey qu'il en rédige la plus grande partie. Il s'interrompt en 1867 pour écrire la pièce Mangeront-ils ? (qui fait partie du recueil Théâtre en liberté), une autre réflexion sur le pouvoir et les appétits humains.
En cours d'écriture son projet s'enrichit : le livre ne sera pas seulement politique mais philosophique, historique et poétique :
.
Dès l'été 1866, il complète sa rédaction par une série de lavis qu'il ne publiera cependant pas. La première version de l'œuvre paraît sans dessin. C'est Daniel Vierge qui en illustrera l'édition de 1876.

### Accueil

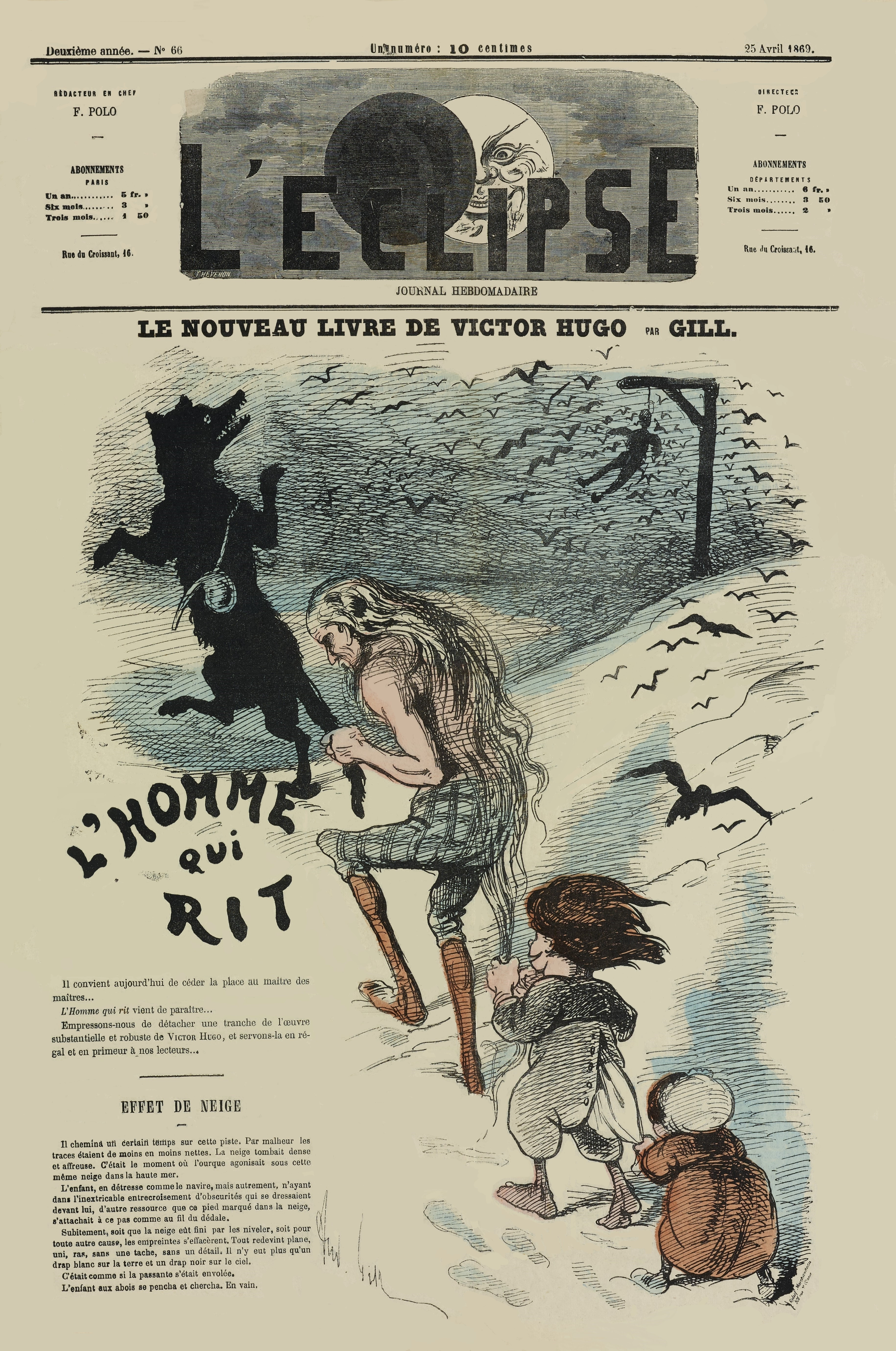
Homo, Ursus, Gwynplaine et Dea dans une caricature d'André Gill en une de L'Éclipse, journal satirique saluant la publication du roman, le 25 avril 1869.

L'œuvre se présente sous la forme de quatre volumes vendus chacun 7 francs 50 de l'époque mais un contrat passé avec l'éditeur Albert Lacroix et un certain Panis en modifie la distribution. Au lieu de distribuer les 4 volumes simultanément — ce qui est le souhait de Victor Hugo— celui-ci échelonne la distribution sur trois jours, les 10 avril 1869, 28 avril 1869 et 5 mai 1869. Le livre est alors offert à tout lecteur acceptant d'acheter pour 100 francs de livres présents dans un catalogue. Ce n'est que le 8 mai que l'éditeur Lacroix peut distribuer les 4 volumes. Cette spéculation provoque la rupture entre Lacroix et Victor Hugo. Il paraît en pleine campagne électorale législative.
Émile Zola en fait une critique très élogieuse dans Le Gaulois : « L'Homme qui rit est supérieur à tout ce que Victor Hugo a écrit depuis dix ans. Il y règne un souffle surhumain » — « Œuvre poignante et grandiose […] Mes lecteurs connaissent l'œuvre dans ses plus minces détails, ils l'aiment comme moi, ils la jugent comme moi bonne et grande. » Barbey d'Aurevilly en fait une critique incendiaire dans Le Nain Jaune le 25 avril et 23 mai 1869 : « Il (Victor Hugo) coupe le fil à son récit et à ses personnages avec des dissertations abominables, dans lesquelles se débattent, comme dans un chaos, les prétentions d’un Trissotin colossal. » — « (Victor Hugo) n'a montré dans son Homme qui rit ni art, ni âme, ni nature humaine. Barbouillade et amphigouri, éclairés peut-être ici et là de cinq à six pages gracieuses ou éclatantes (tout au plus !), l'Homme qui rit — il coûte de le dire ! — pourrait déshonorer intellectuellement la vieillesse d'un homme, qui n'a pas su se taire à temps… »
À l'époque de sa sortie, le livre est un échec public, le lectorat n'étant pas au rendez-vous. Frédéric Lock dans la Revue moderne tente d'en analyser les raisons : la période d'édition certes, mais surtout l'œuvre elle-même, avec une intrigue romanesque touchante, mais un plaidoyer politique anachronique et une présentation historique tronquée. Victor Hugo lui-même reconnaît son échec qu'il impute d'une part aux spéculations de son éditeur mais aussi à la trop grande ambition de ses objectifs : « J'ai voulu abuser du roman. J'ai voulu en faire une épopée. J'ai voulu forcer le lecteur à penser à chaque ligne. De là une sorte de colère du public contre moi ».

## Résumé

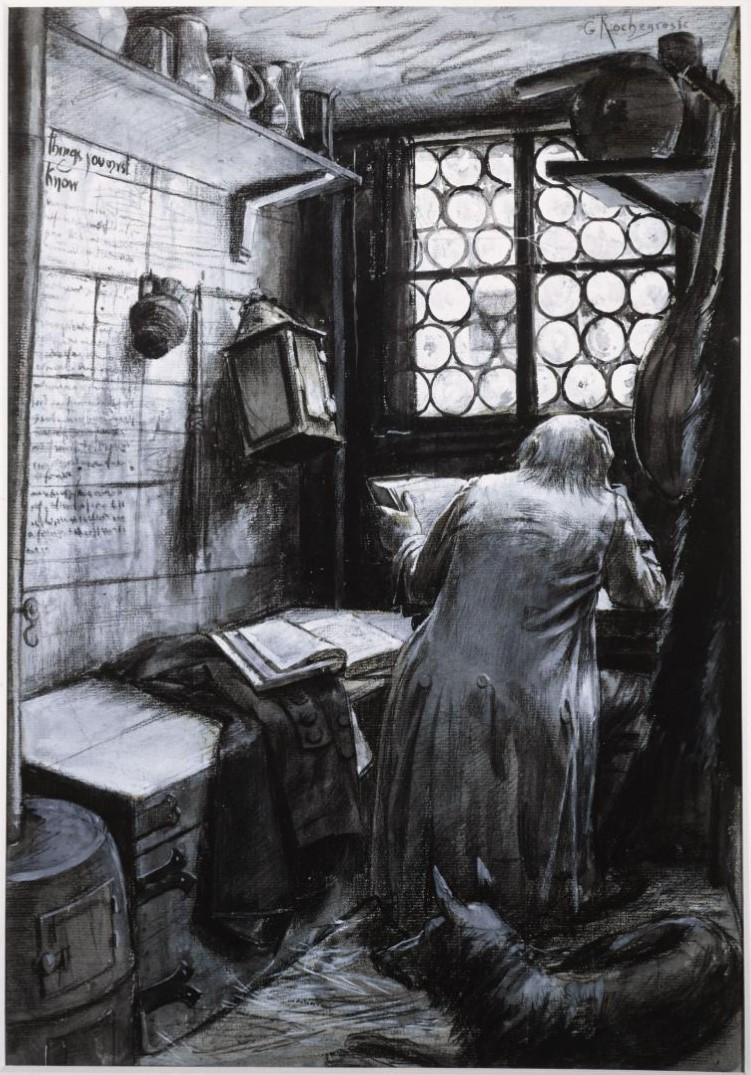
Ursus et son loup Homo dans la cahute (huile de Rochegrosse, maison de Victor Hugo, vers 1886).

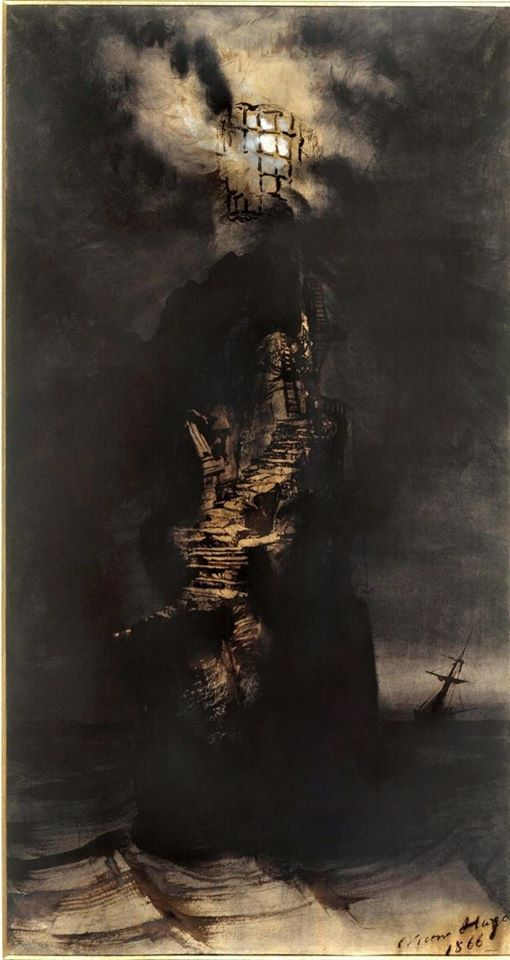
Dessin de Victor Hugo représentant le phare des Casquets décrit au du roman (maison de Victor Hugo, 1866).

L’Homme qui rit suit les destins croisés de plusieurs personnages. Le premier est Ursus (ours en latin), un vagabond qui s’habille de peaux d’ours et est accompagné d’un loup domestique, Homo (homme en latin). Ursus et Homo voyagent à travers l’Angleterre en traînant une cahute, dont Ursus se sert pour haranguer les foules et vendre des potions.
Leur chemin croise, en janvier 1690, celui de Gwynplaine, un enfant de dix ans vêtu de haillons qui vient d’être abandonné par un groupe d’hommes pressés d’embarquer sur la Matutina, une ourque qui doit les emmener loin de l’Angleterre. Ces fugitifs sont des comprachicos, autrement dit des « achète-petits » spécialisés dans le commerce d'enfants, qu'ils achètent et revendent après les avoir mutilés. Alors que leur bateau est broyé par les flots, et voyant la mort venir, les hommes décident de jeter à la mer une gourde contenant l'aveu de leur crime (l'enlèvement de Gwynplaine). Quant à Gwynplaine, resté sur la berge, il doit se battre contre la nuit, la neige et la mort, alors qu’il cherche à retourner vers la ville. Il passe devant un gibet où gît le cadavre d’un condamné et découvre, à quelques pas de là, le corps d’une femme sur le sein de laquelle est accroché un bébé encore en vie. Chargé de ce fardeau supplémentaire, l’enfant reprend le chemin vers l'île de Portland.
Pris dans la tempête de neige, Gwynplaine frappe vainement aux portes des habitations avant de trouver finalement refuge dans la roulotte d’Ursus qui prend les deux enfants sous son aile. Ursus ne se rend compte que le lendemain, à la lumière du jour, que ce qu’il pensait être une grimace sur le visage de Gwynplaine est en fait une mutilation qu’il reconnaît comme une pratique de défiguration. Il réalise également que le bébé est aveugle.
Quinze ans plus tard en 1705, sous le règne de la reine Anne, Ursus a monté une troupe de théâtre avec Gwynplaine et Dea, nom donné au bébé qui est désormais une belle quoique frêle jeune fille de seize ans. Fortement complémentaires, Gwynplaine — dont la difformité est invisible à Dea qui ne voit que « la beauté de son âme » — et Dea — dont l’infirmité, loin de rebuter Gwynplaine, le pousse à lui accorder toute son attention — forment un couple encore chaste et profondément lié. Ensemble, ils présentent notamment la pièce à succès Chaos vaincu sur la scène de la « Green-Box », fourgon-théâtre d'Ursus. La vision du visage défiguré de Gwynplaine cause l’hilarité générale. Pendant ce temps, on découvre les relations jalouses de la reine envers sa jeune sœur Josiane, plus belle et plus jeune qu’elle, et promise à David Dirry-Moir, fils illégitime présumé unique héritier de Linnaeus Clancharlie, lord mort en exil en Suisse. Le bonheur, l’insouciance et l’insolence de Josiane n’irritent pas seulement la reine mais aussi Barkilphedro, un homme dont elle est pourtant la bienfaitrice, mais qui ne supporte pas le rapport de condescendance qu’elle entretient avec lui. Ayant obtenu de Josiane une charge qui le rend responsable des objets trouvés en mer, il entre un jour en possession de la bouteille jetée à la mer par les comprachicos quinze ans plus tôt. Il y découvre l’objet parfait de sa vengeance : la vérité sur l’identité de Gwynplaine.
C’est à cette même période qu’Ursus décide de présenter son spectacle dans la banlieue de Londres. Le succès est immédiat. Ils font la connaissance d’un homme, apparemment matelot, du nom de Tom-Jim-Jack. Mais leur succès fait des jaloux. Ursus est inquiété par plusieurs docteurs et théologiens concernant ses prêches et ses harangues jugées séditieuses. Il se sort de cette difficulté non sans crainte pour le futur et admoneste Gwynplaine dont les nouveaux discours contre le pouvoir l’inquiètent encore plus. Pour tromper son ennui, Josiane est envoyée par David Dirry-Moir voir Chaos vaincu qui doit constituer l’ultime distraction. Elle ne rit pourtant pas à la pièce et ne revient jamais à l’auberge mais envoie quelque temps plus tard une lettre à Gwynplaine à qui elle déclare vouloir se donner totalement, elle qui est si belle à lui si hideux. Après une certaine hésitation, Gwynplaine choisit de ne pas répondre au rendez-vous qu’elle lui offre et de rester avec Dea.
C’est à ce moment crucial qu’apparaît le personnage du wapentake, un serviteur de la couronne qui, par le simple toucher, contraint quiconque de le suivre sous peine de mort. Après être intervenu ailleurs, il vient finalement intimer l'ordre à Gwynplaine de le suivre. Ursus, impuissant, ne peut qu'espionner de loin. Constatant la disparition de son protégé et recevant plus tard ses affaires, le vieil homme est persuadé que son élève est mort et, désespéré, se demande comment annoncer la nouvelle à Dea. Pour tromper celle-ci, il se lance donc dans une fantastique performance de Chaos vaincu où, avec ses dons exceptionnels de ventriloque, il simule la présence de toute une assemblée, mais en vain car Dea, qui ne sent pas la présence de Gwynplaine, a bien conscience de son absence.
Gwynplaine est emmené dans une prison souterraine où il est confronté à l’un des responsables de son enlèvement qui lui révèle la terrible vérité : son nom est en fait Fermain Clancharlie. Il est le fils naturel et légitime de Linnaeus Clancharlie et le véritable héritier de la pairie actuellement concédée à son demi-frère David Dirry-Moir. S’étant évanoui sous le choc, Gwynplaine se réveille en tenue de seigneur dans une immense demeure en présence de Barkilphedro qui lui apprend qu’il est désormais Lord et doit siéger à la Chambre des lords le lendemain. La séance est néanmoins catastrophique. Gwynplaine tente d’apostropher les Lords sur leur indécence et leur arrogance. Il veut également se présenter comme « La Misère » qui vient « de l’Abysse ». Les Lords rient de son intervention, l’appelant un clown, « l’homme qui rit », un histrion et un bouffon.
Gwynplaine renonce finalement à la pairie et cherche à retourner vivre auprès d’Ursus et de Dea. Mais, entre-temps, on a enjoint à ceux-ci de « quitter l’Angleterre avant le lendemain » sous peine d’être emprisonnés et Homo tué, le loup n’étant pas toléré dans la capitale. Ils se sont embarqués pour le continent dans un bateau. Désespéré, Gwynplaine pense à se suicider, mais il est retrouvé par Homo qui le guide vers Dea et Ursus. Malheureusement, le cœur fragile de Dea ne résiste pas à toutes ces émotions et elle meurt dans les bras de Gwynplaine, qui la rejoint alors dans la mort en se jetant à l'eau.

## L'œuvre
L'Homme qui rit est considéré comme une œuvre difficile à cerner,. Outre son plaidoyer politique qui en fait selon Guy Rosa un livre écrit « en promesse et en désespoir de toute révolution », ce roman baroque,, comporte de longues digressions architecturales ou érudites et présente des personnages fantasmagoriques, monstrueux ou proches de l'animal qui en font davantage des figures allégoriques que des héros de roman.

### Plaidoyer politique
« Je représente l'humanité telle que ses maîtres l'ont faite. L'homme est un mutilé. Ce qu'on m'a fait, on l'a fait au genre humain. On lui a déformé le droit, la justice, la vérité, la raison, l'intelligence, comme à moi les yeux, les narines et les oreilles ; comme à moi, on lui a mis au cœur un cloaque de colère et de douleur, et sur la face un masque de contentement. »

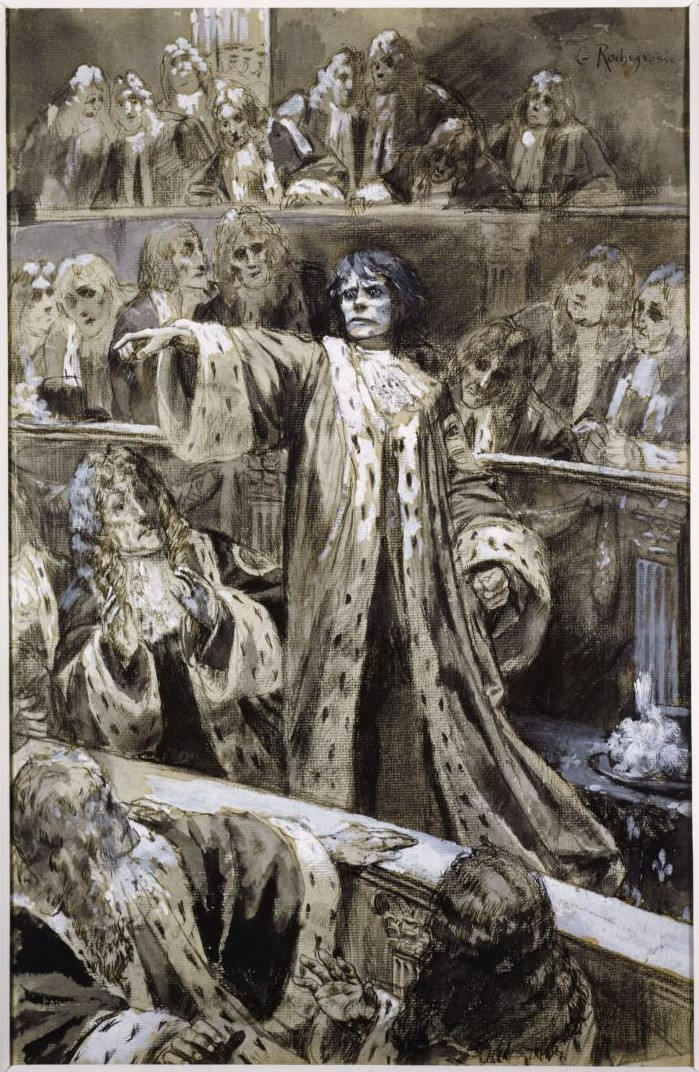
Gwynplaine prononçant son discours à la Chambre des Lords (dessin de Rochegrosse, maison de Victor Hugo, vers 1886).

En plus du parallèle entre la mutilation de Gwynplaine et la nature humaine, Victor Hugo aborde ici le thème de la misère, récurrent dans son œuvre. Il dénonce d'une part l'oisiveté excessive d'une noblesse qui par ennui se distrait de la violence et de l'oppression, mais aussi la passivité du peuple qui préfère rire et se soumettre. C'est dans cette perspective que le livre est rempli de longues descriptions des richesses, titres et privilèges de cour.
C'est ce que montre, entre autres, le discours de Gwynplaine à la Chambre des Lords (qui fait écho au célèbre « Bon appétit, Messieurs ! » de Ruy Blas), dont les extraits suivants sont cités par Pascal Melka dans Victor Hugo, un combat pour les opprimés. Etude de son évolution politique :

« Alors vous insultez la misère. Silence, pairs d'Angleterre ! juges, écoutez la plaidoirie […]. Écoutez-moi je vais vous dire. Oh ! puisque vous êtes puissants, soyez fraternels ; puisque vous êtes grands, soyez doux. Si vous saviez ce que j'ai vu ! Hélas ! en bas, quel tourment ! Le genre humain est au cachot. Que de damnés qui sont des innocents ! Le jour manque, l'air manque, la vertu manque ; on n'espère pas et, ce qui est redoutable, on attend. Rendez-vous compte de ces détresses. Il y a des êtres qui vivent dans la mort. Il y a des petites filles qui commencent à huit ans par la prostitution et qui finissent à vingt ans par la vieillesse. Quant aux sévérités pénales, elles sont épouvantables. […] Pas plus tard qu'hier, moi qui suis ici, j'ai vu un homme enchaîné et nu, avec des pierres sur le ventre, expirer dans la torture. Savez-vous cela ? non. Si vous saviez ce qui se passe, aucun de vous n'oserait être heureux. Qui est-ce qui est allé à New-Castle-on-Tyne ? Il y a dans les mines des hommes qui mâchent du charbon pour s'emplir l'estomac et tromper la faim. Tenez, dans le comté de Lancastre, Ribblechester, à force d'indigence, de ville est devenue village […]. En Caernarvon, à Traith-maur comme à Traith-bichan, l'épuisement des pauvres est horrible. A Strafford, on ne peut dessécher le marais, faute d'argent. Les fabriques de draperie sont fermées dans tout le Lancashire. Savez-vous que les pêcheurs de harengs de Harlech mangent de l'herbe quand la pêche manque ? Savez-vous qu'à Burton-Lazers, il y a encore des lépreux […] ? »

### Philosophie du roman: la notion de «rire de force» et ce qu'elle dit de la monarchie
Du point de vue d'une philosophie du roman, L'homme qui rit est certes un plaidoyer politique. Mais encore faut-il se saisir de ce que le roman fait, de ce que le romancier orchestre au-delà de la seule voix des personnages ou encore des seules thématiques générales qui lui sont chères. Comme le romancier doit exprimer ses idées (rire de force comme marque du pouvoir monarchique) en s'intéressant à des personnages (un personnage au visage mutilé exprimant un sourire hideux et sempiternel) ou encore à des relations entre personnages (un personnage dont le visage mutilé fait systématiquement rire autrui), on peut voir en Gwynplaine la personnification d'une tension au sein de laquelle se trame une possibilité révolutionnaire et démocratique qui, on le sait, sera conjurée, à la fin, par ce « vieux droit royal de mutilation » - que le roman a pour vocation de critiquer. C'est cette tension qui nous renseigne sur la critique à la fois négative (au sens où la monarchie opère par mutilation) et positive (au sens où la monarchie assure sa pérennité en produisant des effets et des sujets) que développe Hugo dans son roman.
D'une part, Gwynplaine représente un corps contraint par le pouvoir monarchique, lequel lui a arraché par mutilation la possibilité d'être libre de ses expressions publiques. Quoi que Gwynplaine puisse avoir envie d'exprimer, il ne sera jamais pris au sérieux (à moins qu'il ne soit face à quelqu'un qui, comme Dea, est dépourvu de la faculté de voir). Marqué par la grotesquerie du pouvoir monarchiste, Gwynplaine est condamné malgré lui à faire rire de lui-même. Tel est le pouvoir de la monarchie et de son droit royal de mutilation : détacher les corps de leur capacité à affecter les esprits. C'est bien l'effet politique du rire de force. « C'est en riant que Gwynplaine faisait rire. Et pourtant il ne riait pas. […] Le dehors ne dépendait pas du dedans. […] Sa face riait, sa pensée non . »
D'autre part, Gwynplaine incarne la possibilité d'une ruine, celle de la règle monarchique selon laquelle être un bon citoyen serait savoir garder sa place dans la société : « garder sa place est d'un bon citoyen ». Gwynplaine, fils d'un Lord défroqué (qui s'était fait critique de la monarchie et qui avait rejoint le peuple) ayant grandi parmi le peuple, est par sa position un manquement à cette règle : un héritier de l'aristocratie au service du peuple. Il représente ainsi une menace à l'ordre monarchique; aristocratie ou peuple, mais jamais les deux. Il représente une irrégularité. Ce qui explique, donc, pourquoi le pouvoir monarchique, par l'exercice de la mutilation, tentera (avec succès) de conjurer la potentialité révolutionnaire et démocratique de cette irrégularité.
C'est d'ailleurs dans ce geste romanesque qu'est Gwynplaine qu'on peut déceler non seulement une théorie socio-politique du rire mais aussi un recours à l’humour, par Hugo, afin de tourner en dérision cette règle : « [o]n règne pour lui. […] Le peuple donne son sang et son argent, moyennant quoi on le mène. Vouloir se conduire lui-même, quelle idée bizarre ! » En ce sens, Hugo, à l'image de l'humoriste bergsonien, maîtrise l'art de susciter le dégoût, en l'occurrence un dégoût pour la monarchie. Après tout, la grotesquerie masquant d'un rire abject le visage de Gwynplaine est, en dernière analyse, bien celle du pouvoir qui en est l'origine : la monarchie, ainsi que l'aristocratie qui s'en est fait complice. D'ailleurs, Hugo est clair à ce sujet dans sa préface : « [l]'histoire amasse lentement le dossier de tout ce vieux crime qu'on appelle la monarchie. De ce crime l'aristocratie a été tantôt juge, tantôt complice. Complice, elle doit être condamnée. Juge, elle doit être appréciée. »

### Érudition
Bernard Teyssot précise que, dans ce roman, « l'érudition […] apparaît insistante, intimidante, et parfois gratuite » mais démontre que l'on est ici loin de la gratuité. Cette érudition s'inscrit dans un projet de Victor Hugo qui trouve que les mots ont souvent plus de contours que les idées et dessinent des frontières trop nettes. Ce n'est donc que par l'abondance de mots que l'on peut rendre compte du caractère diffus de la pensée. Il analyse les digressions hugoliennes comme un procédé d'écriture destiné à rendre compte de « l'épaisseur et de la confusion du monde ».
Chaque digression a un sens. La longue liste des possessions aristocratiques inscrite sur les murs de la cahute d'Ursus, qui sert de lecture à Gwynplaine, ressurgit au moment où celui-ci devient Lord. La grande description des formalités pour introniser le futur Lord a aussi pour objet de faire du trajet de Gwynplaine dans les couloirs du parlement un parcours initiatique.
Nathalie Piégay-Gros voit dans l'érudition hugolienne et dans ses excès une fantaisie poétique.

### Descriptions architecturales

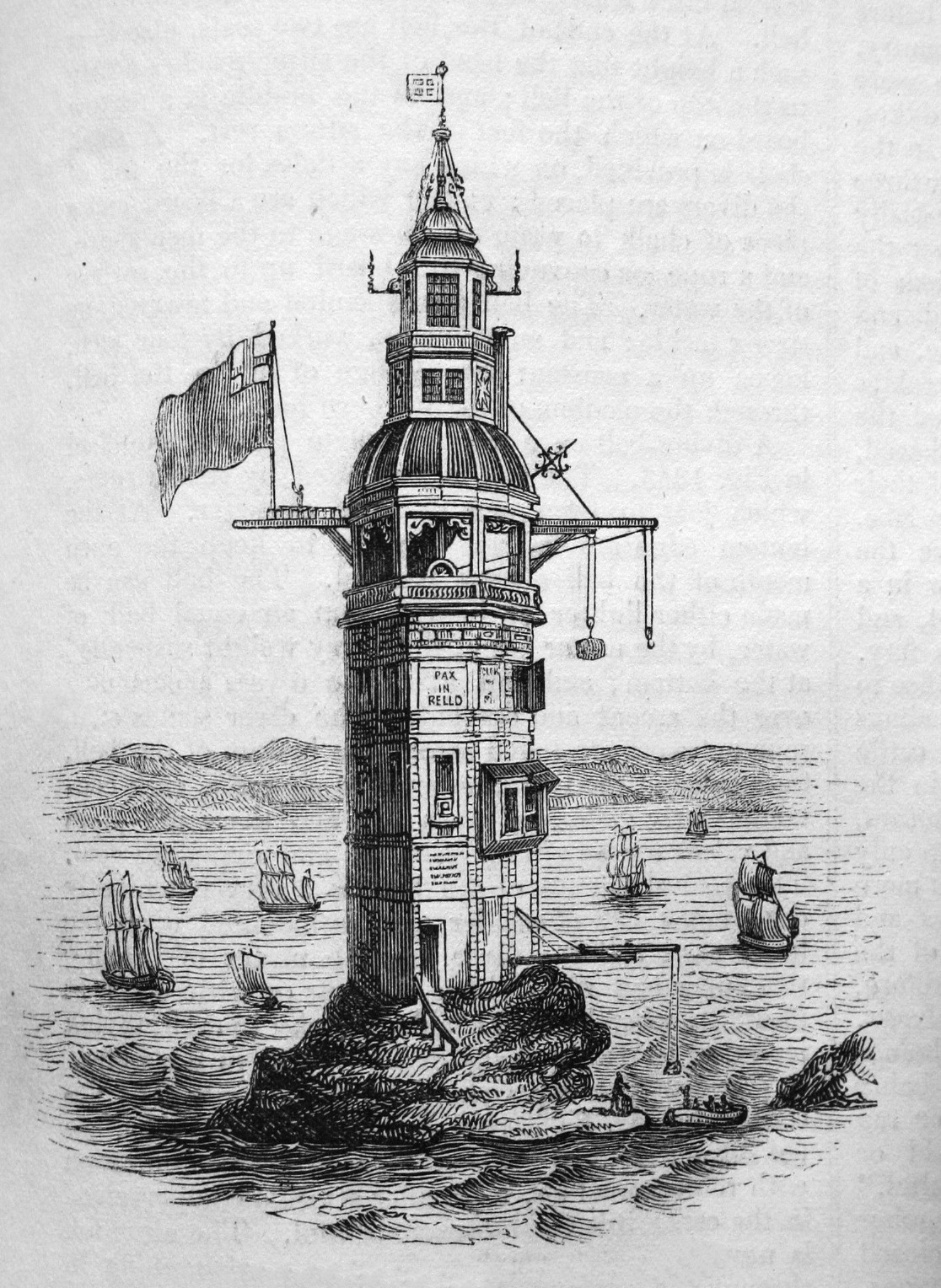
Phare d'Eddystone, d'après une gravure de 1761.

On note dans le récit de L'homme qui rit de longues digressions architecturales qui ont pour effet, selon Barbey d'Aurevilly, de déséquilibrer le roman. À l'inverse, Chantal Brière et Michel Collot y voient l'épanouissement du style baroque de Victor Hugo ainsi qu'un aspect symbolique.
La première digression architecturale concerne les phares, elle coupe le récit haletant du combat entre le bateau des comprachicos et la tempête. Le phare y est décrit trois fois, à trois époques différentes : le phare moderne, triomphe de la science, le phare du XVIIe siècle, le phare d'Eddystone, dont l'enchevêtrement baroque a tellement séduit Victor Hugo qu'il en a dessiné une esquisse en lavis et enfin le phare barbare plus en accord avec la fureur des éléments. Marie Perrin parle d'un triptyque, y voit une symbolique de la révolution, mais aussi le souhait, chez Victor Hugo, de faire du phare un élément principal de l'intrigue, élément sauveur pour le navire tranquille mais aussi annonce de la fin pour le bateau désemparé.
L'errance de Gwynplaine dans les pièces du palais imaginaire de Corleone-lodge est à mettre en parallèle avec son errance dans le monde aristocratique et ses coutumes, ainsi qu'avec son errance dans ses pulsions intimes, partagé entre amour chaste et amour charnel, vanité, ambition du pouvoir et désir de paix. Chantal Brière parle de « sensualité exacerbée émanant des méandres du palais de Corleone-lodge ». Victor Hugo, lui-même, révèle que ses descriptions architecturales servent ainsi de métaphores aux aventures du héros.
On peut aussi noter le symbolisme du passage des portes et des couloirs au parlement qui permet la transformation de Gwynplaine de saltimbanque en Pair du Royaume.

### Le monstrueux et le grotesque

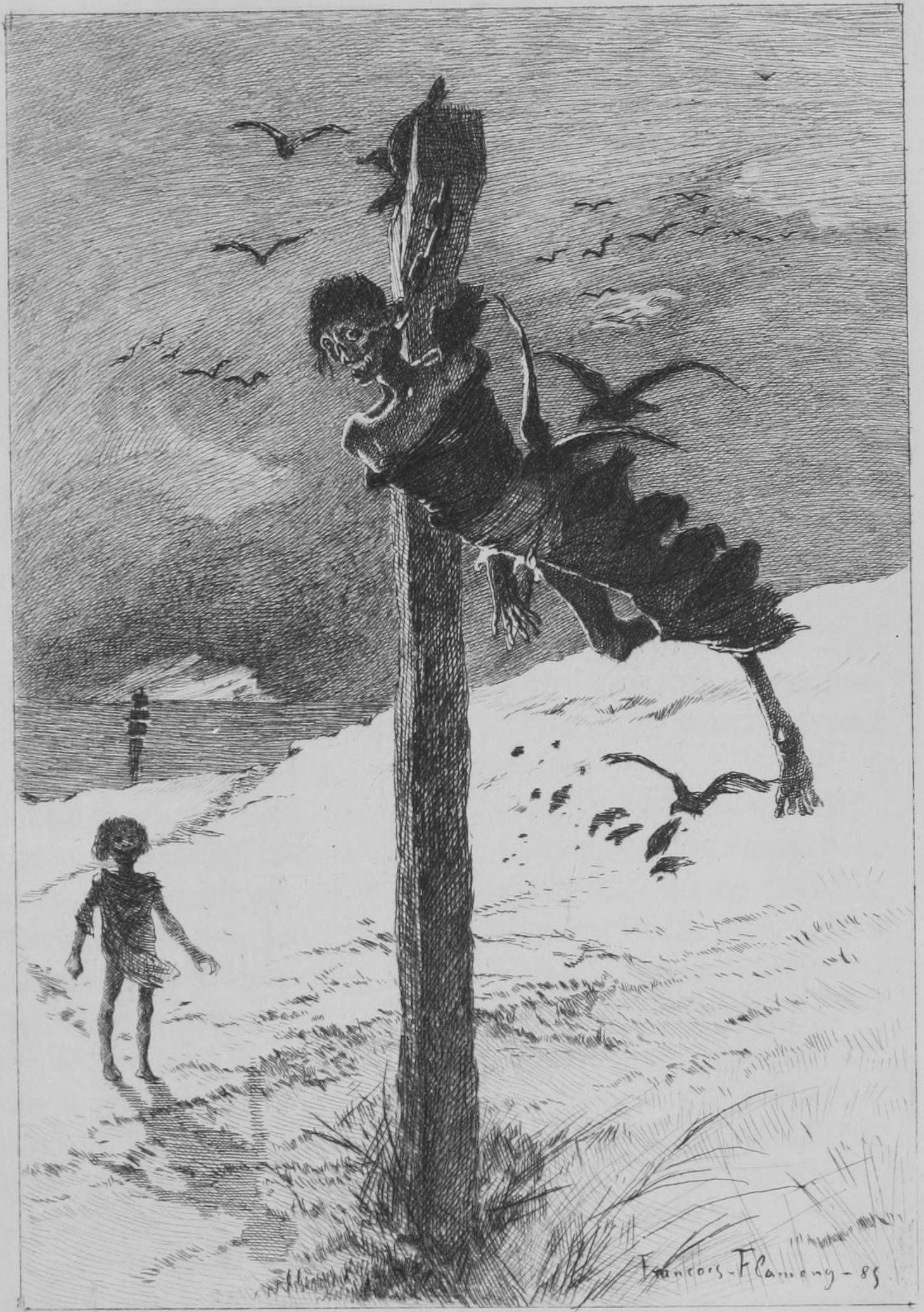
Gwynplaine enfant contemple le cadavre du supplicié (illustration de François Flameng, vers 1885).

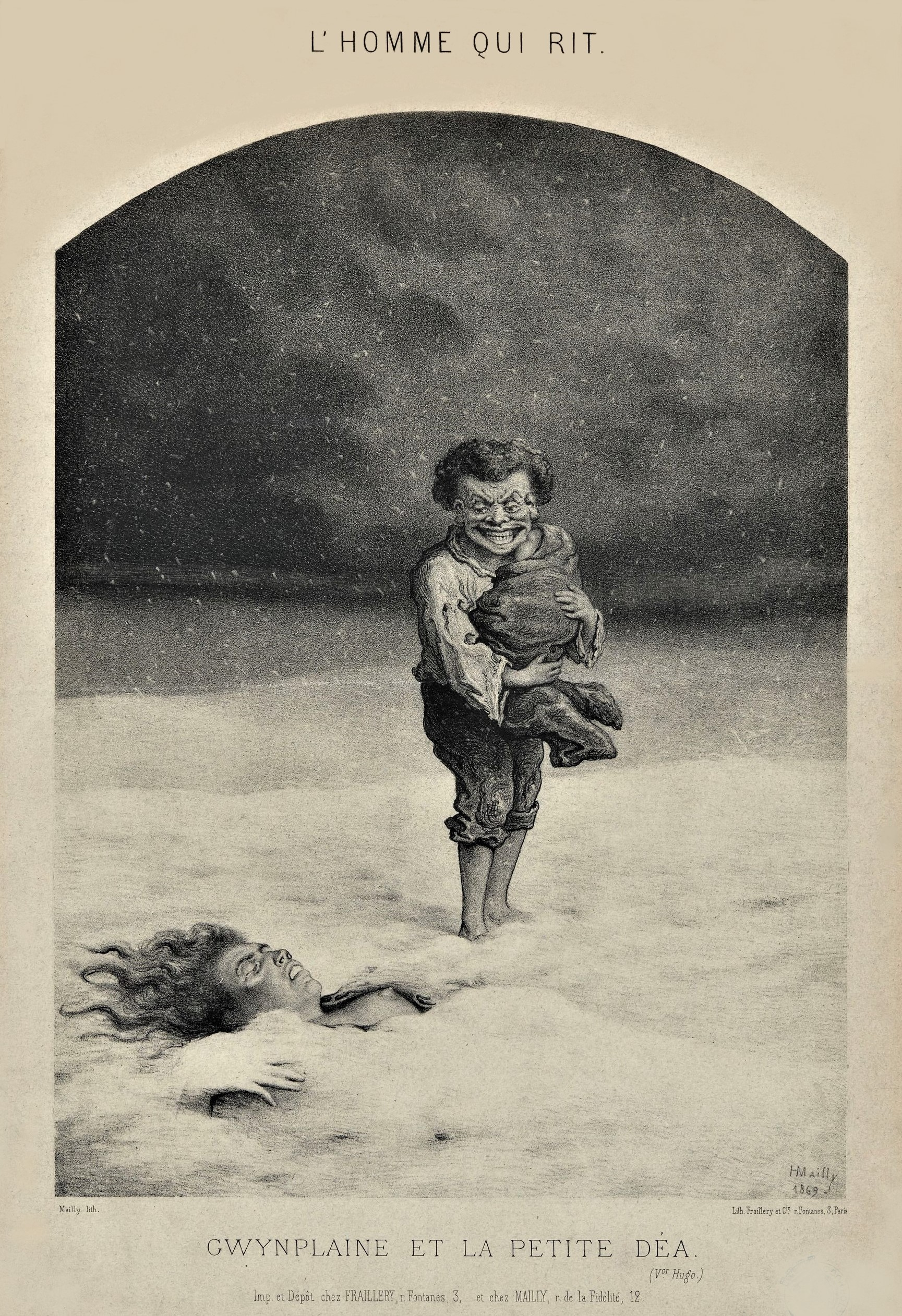
Gwynplaine ramasse la petite Dea sur le cadavre gelé de sa mère (lithographie d'Hippolyte Mailly, maison de Victor Hugo, 1869).

Dans L'Homme qui rit, Victor Hugo renoue avec un personnage qu'il affectionne : le monstre. Fidèle à sa préface de Cromwell, dans laquelle il expose que dans une œuvre littéraire, le laid et le sublime doivent se côtoyer, il a l'habitude de faire du monstre un héros de roman ou de pièce. On le trouve déjà dans sa première œuvre Han d'Islande, on le retrouve dans le Quasimodo de Notre Dame de Paris. Les relations entre le difforme et le pouvoir ont été évoquées dans le personnage de Triboulet du Roi s'amuse. Mais le regard que porte Victor Hugo sur ce personnage a changé, Han d'Islande, comme Triboulet, ont l'âme aussi noire que leur corps est difforme, l'esprit de Quasimodo, enfermé dans ce corps monstrueux n'a pas pu s'épanouir. Pour le Victor Hugo d'avant l'exil, l'aspect physique doit refléter l'âme. Pendant l'exil, l'opinion de Victor Hugo a changé. Avec Gwynplaine, Victor Hugo présente un monstre dont l'âme est belle. Dea qui ne voit que l'âme peut ainsi dire de Gwynplaine qu'il est beau. Enfin, la difformité, œuvre de la nature pour Triboulet, Quasimodo ou Han, est ici œuvre des hommes et l'on peut alors s'en indigner.
Comment ce monstrueux et ce difforme peuvent-ils susciter plus le rire que l'horreur ? Barbey d'Aurevilly s'en étonne. Alain Vaillant, analysant le rire dans les œuvres hugoliennes, y distingue le rire dépréciatif des lords, qui, selon Suzette Daviet, rappelle la réception de certains discours de Victor Hugo à la chambre, du rire populaire, exutoire à la souffrance. Il démontre que le rire sert à rapprocher les puissants des faibles, que le comique du corps grotesque « devient le comique des peuples souffrants, malmenés, sacrifiés à la violence des puissants ». Ce sont ces deux aspects que l'on retrouve dans L'Homme qui rit, rire exutoire expliqué par Victor Hugo quand il décrit le rire suscité par la face mutilée de Gwynplaine, rire dépréciatif des puissants et rire témoin de la souffrance du peuple dans le discours de Gwynplaine à la Chambre des lords.
Myriam Roman distingue, dans l'œuvre hugolienne, le grotesque du burlesque. Le rôle grotesque, qui suscite le rire tragique ou rire noir, est tenu par Gwynplaine et celui du burlesque, plus fantaisiste, est en partie tenue par Ursus, faux misanthrope bourru, philosophe « savantasse », bavard et lâche, mais au cœur généreux, courageux le moment venu — quand il accueille les deux enfants ou quand, en dépit de sa crainte du Wapentake, il suit de loin le chemin de Gwynplaine jusqu'à la prison.

### Allégories et métaphores

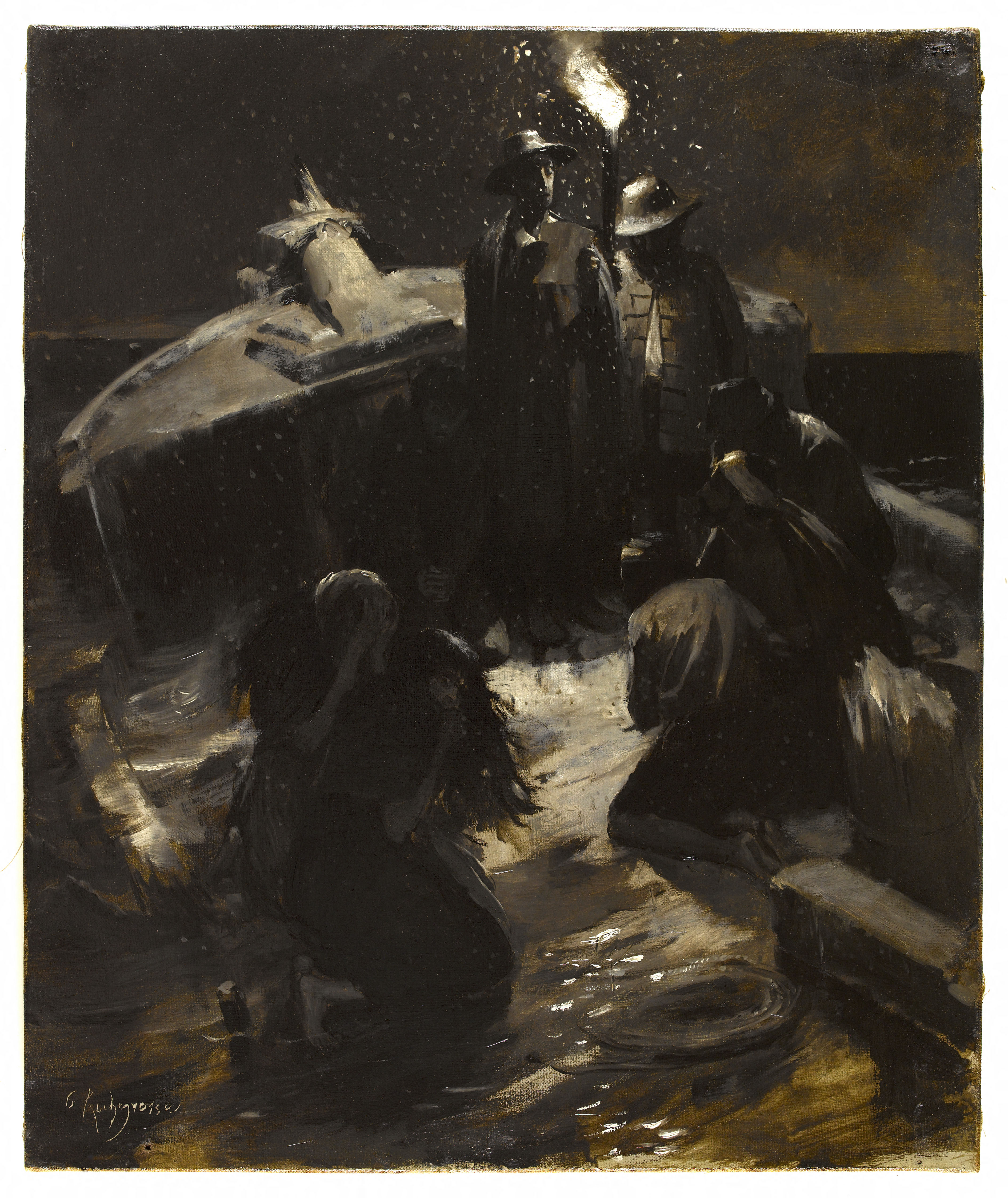
Le naufrage (huile de Rochegrosse, maison de Victor Hugo, vers 1886).

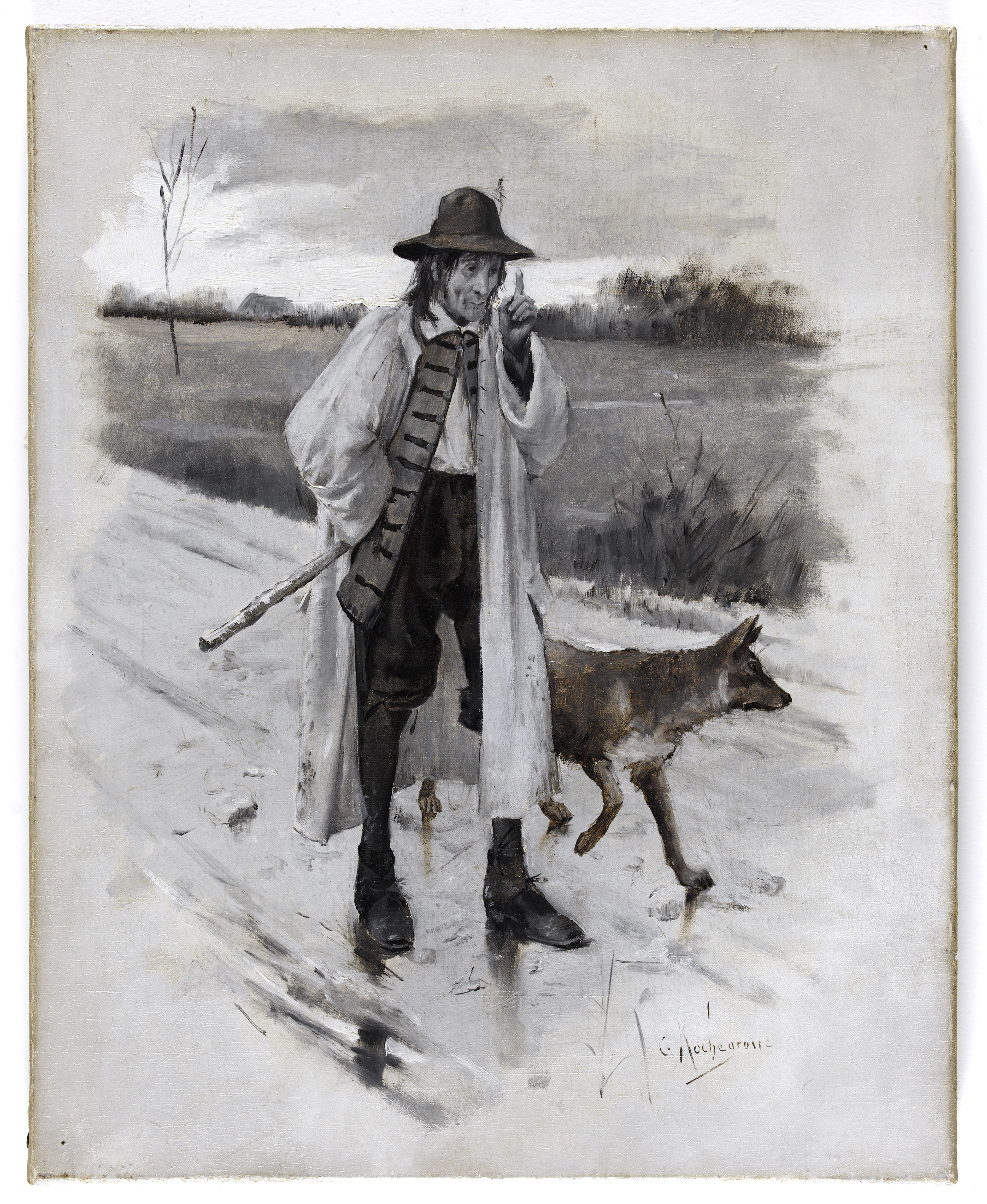
Ursus et son loup Homo (huile de Rochegrosse, maison de Victor Hugo, vers 1886).

L'Homme qui rit est émaillé de nombreuses allégories ou métaphores.
Les premières consistent à rendre confuse la distinction entre l'homme et l'animal. Selon Chantal Brière, cet effet de style se retrouve aussi dans le conte et la fable : les attitudes humaines trouvent leurs équivalents dans les comportements animaux qui sont souvent plus lisibles mais ce mélange introduit dans le discours un décalage troublant. Ces métaphores commencent dès les premières lignes du roman avec les noms attribués à l'homme et au loup, respectivement Ursus et Homo. Ursus est l'homme à la peau d'ours « j'ai deux peaux voici la vraie » et Homo est le loup à nom d'homme. C'est l'alter ego d'Ursus. C'est aussi le symbole de l'homme libre,. Ce parallèle se poursuit avec la longue métaphore filée sur l'aspect félin de Josiane. On le retrouve aussi dans des titres de chapitre comme « La souris et les chats » - « Barkilphédro a visé l'aigle et a atteint la colombe » ainsi que dans le vocabulaire employé pour décrire Barkilphédro.
Le rôle métaphorique des descriptions architecturales a déjà été évoqué.
Patrick Marot voit en Gwynplaine et Dea, deux figures allégoriques, Dea étant l'étoile et la vierge et Gwynplaine, gouffre et hydre. Le rire de Gwynplaine est l'allégorie du peuple souffrant. Dans ces figures allégoriques, il faut aussi évoquer, Josiane, Ève tentatrice puis démoniaque, troisième figure de ce triptyque.
Il existe enfin une allégorie à plusieurs niveaux : celle du chaos vaincu. Les péripéties du combat de Gwynplaine acteur contre le chaos sont un résumé du combat du bateau contre la tempête et représentent aussi le combat de Gwynplaine tout au long du roman. Ainsi le titre Les tempêtes d'hommes pires que les tempêtes d'océans fait le parallèle entre le combat de Gwynplaine dans la Chambre des lords et la tempête du début du roman.

### Chaos vaincu

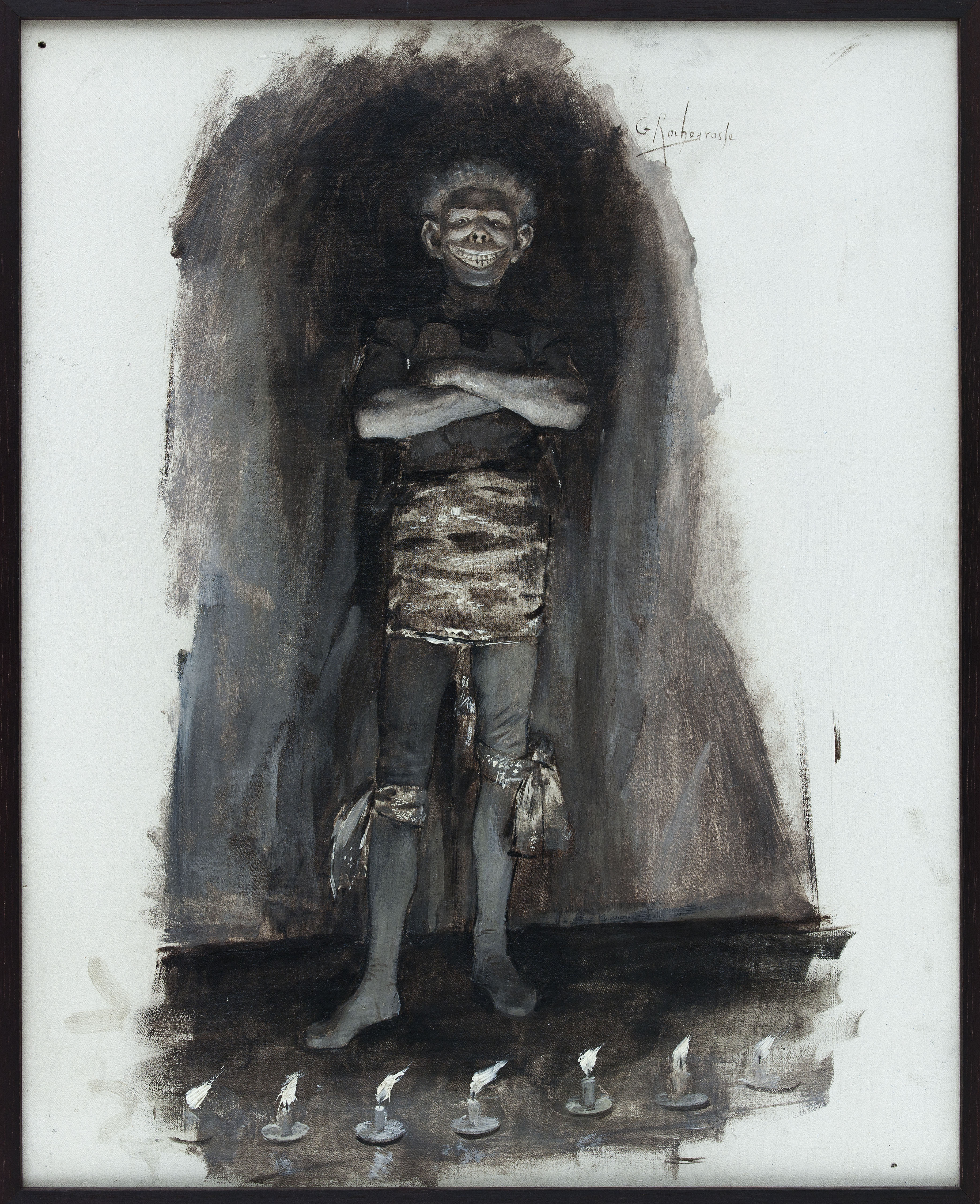
Gwynplaine sur la scène de la Green-Box (huile de Rochegrosse, maison de Victor Hugo, vers 1886).

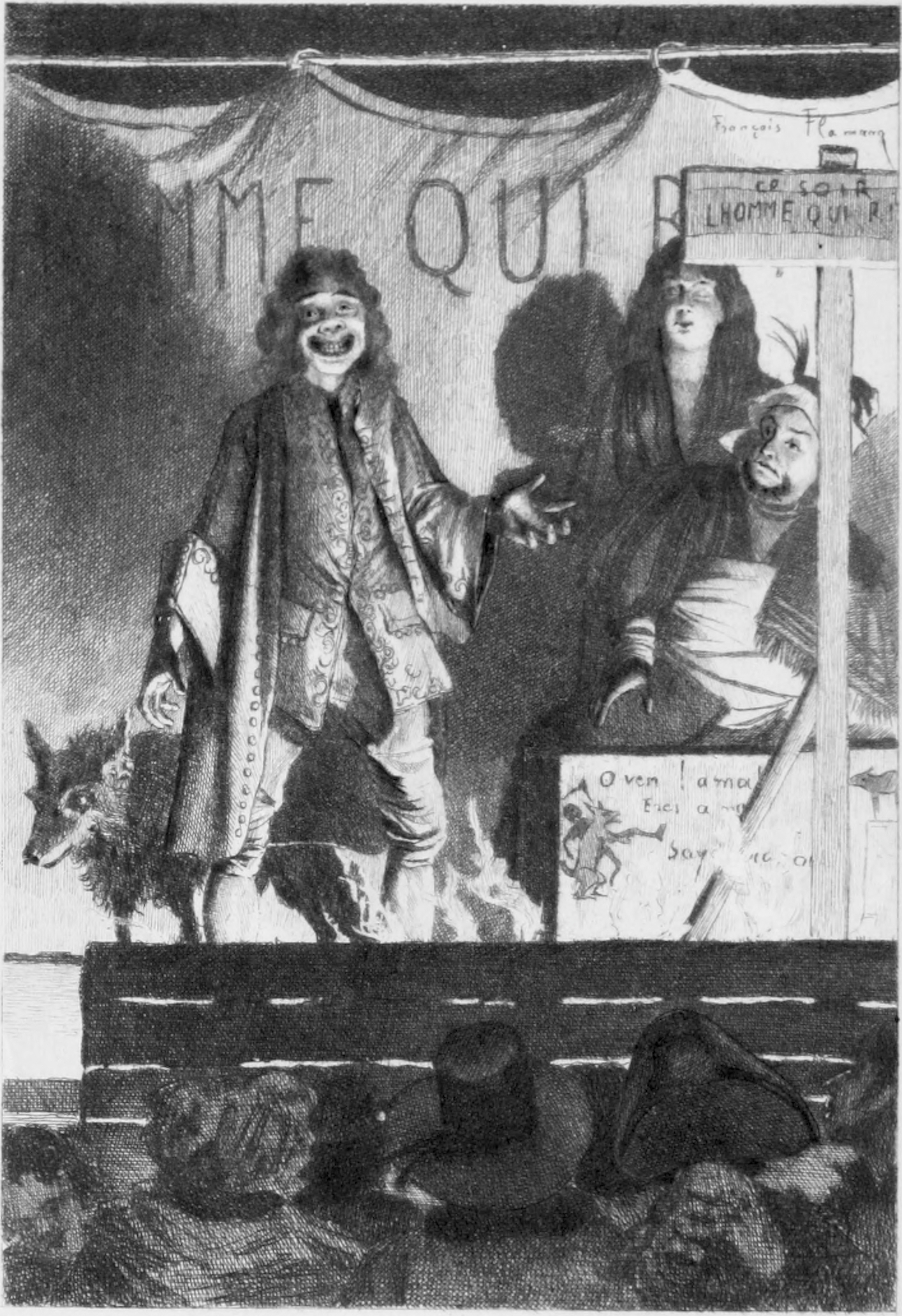
Gwynplaine, Ursus, Homo et Dea sur scène (illustration de François Flameng, vers 1885).

Au centre du roman se trouve la description de la saynète qui fait le succès de la petite troupe formée par Ursus, Gwynplaine et Dea : Chaos vaincu. Sur la scène maintenue dans l'obscurité, l'homme, joué par Gwynplaine se bat contre des forces obscures, interprétées par Ursus et Homo. L'homme est près de succomber lorsqu'apparaît la lumière, incarnée par Dea, qui l'aide à vaincre définitivement le chaos. Mais la lumière éclaire aussi la face mutilée de Gwynplaine. Le choc suscité par l'apparition de cet énorme sourire déclenche une explosion de rire dans la foule.
Dominique Peyrache-Leborgne voit dans cette saynète l'annonce d'un autre combat : le combat de l'homme pour accéder à la démocratie. Gwynplaine, comme Gilliat des Travailleurs de la mer, incarne le héros chargé de vaincre le chaos que représentent la monarchie ou l'aristocratie. Cette saynète est comme un condensé du livre lui-même, puisque, du combat que livre Gwynplaine à la Chambre des lords, il ne peut sortir vainqueur et ne trouve le repos qu'auprès de Dea. La fin tragique de Gwynplaine, se laissant engloutir par les flots, rappelle que le combat n'est pas encore gagné : L'Homme qui rit n'est que le premier volet d'un triptyque dont l'aboutissement devait être Quatrevingt-treize. Si dans le roman, Gwynplaine est le héros chargé de lutter contre le chaos avec l'aide de Dea, le chaos, lui, est incarné par Josiane qui en fait l'apologie.
Mais certains spécialistes hugoliens, tels Pierre Laforgue et Guy Robert, vont plus loin, en voyant dans la saynète une allégorie de la vie entière de Victor Hugo et de sa création artistique : le poète est celui qui, par ses écrits, lutte contre le chaos et apporte la lumière.
Anne Ubersfeld, dans "Chaos vaincu" ou la transformation, analyse le rire qui clôt la description de la pièce et l'interprète comme le fait que la vraie victoire sur les monstres et la mort serait le rire grotesque.
D'autres verront dans le grotesque qui caractérise le visage mutilé de Gwynplaine la signature du pouvoir monarchique : celui d'arracher, par mutilation, la souveraineté que celui ou celle qui rit a sur son propre rire - d'où l'introduction de la notion de rire de force.

## Personnages

### Gwynplaine

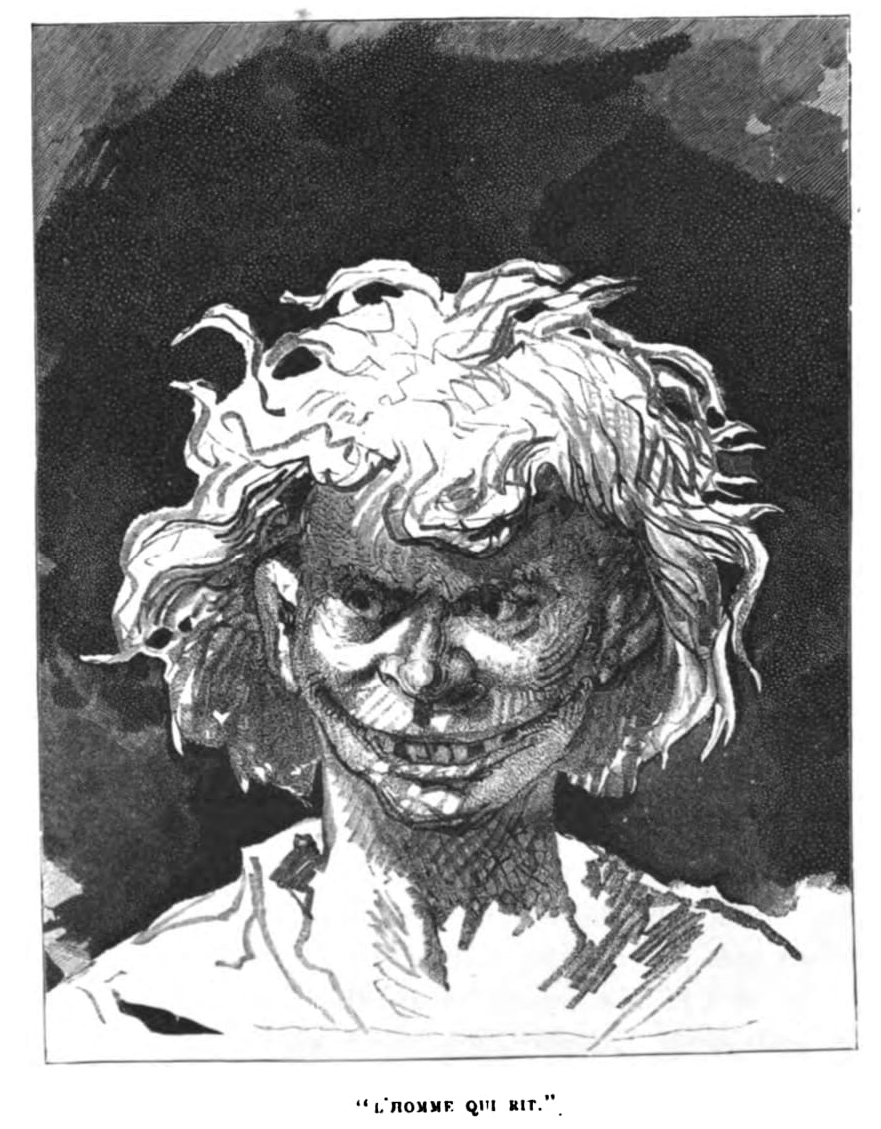
Gwynplaine (illustration anonyme, sans date).

C'est son surnom d'« Homme qui rit » qui donne le titre au roman. Le lecteur fait la connaissance de Gwynplaine dès le deuxième chapitre. On le découvre abandonné par les comprachicos, luttant seul contre la tempête de neige et sauvant, au péril de sa vie, le bébé qu'il a trouvé dans la neige. On le retrouve à l'âge adulte, saltimbanque, clou du spectacle de la Green-Box. On apprend qu'il est fils légitime de lord Clancharlie. Celui-ci, proscrit à la suite de la chute de la république de Cromwell, est exilé en Suisse et a épousé Anne Bradshow, qui meurt en mettant au monde Gwynplaine. À la mort de Lord Clancharlie, l'intérêt du roi Jacques II était que cet enfant disparaisse. Il est donc secrètement vendu à des comprachicos par ordre du roi, qui l'opèrent pour faire de son visage un éternel sourire, une énorme balafre allant d'une oreille à l'autre.
Victor Hugo en fait un personnage héroïque, déjà courageux à dix ans, tendre et attentif envers Dea. Éduqué par Ursus, il a le sens de la justice et fait preuve d'une honnêteté exemplaire. Il croit pouvoir être le porte-parole des petites gens à la Chambre des lords mais, pour Victor Hugo, le temps n'est pas encore venu. Conscient de sa laideur, il est ébloui par la beauté de Dea et par son amour.
Rencontrant la puissance avec son titre de Lord et la tentation avec les offres de Josiane, il aura du mal à résister. Il se brûle les ailes dans le monde des puissants avant de trouver refuge, provisoirement, auprès de Dea.

### Dea
C'est le bébé que Gwynplaine recueille au début du roman, sur le sein de sa mère morte de froid dans la tempête de neige. Son nom de Dea (déesse en latin) lui est donné par Ursus pour rappeler son caractère céleste. On la retrouve 15 ans plus tard. C'est une jeune fille fragile, à la beauté diaphane. Aveugle, elle incarne la lumière céleste. Elle est celle qui protège Gwynplaine de la chute.
François Jacob souligne l'inaccessibilité de Dea, ange céleste que Gwynplaine ne peut rejoindre que dans la mort.

### Ursus
Le roman débute par la description de ce personnage, vaguement philosophe, érudit, amoureux de la liberté qui trouve en Homo le loup, son alter-ego. Même s'il professe un certain cynisme, il est au fond de lui, un idéaliste et éprouve une grande tendresse envers les deux êtres que le hasard lui a fait secourir. Il incarne la sagesse populaire et la liberté.

### Josiane
Duchesse, fille illégitime de Jacques II, elle se trouve presque l'égale de la reine Anne. C'est elle qui entre en possession des biens de Lord Clancharlie en attendant d'épouser son fils naturel David Dirry-Moir. Elle est de 20 ans plus jeune que David Dirry-Moir et tient à sa liberté. Très belle et grande femme, sensuelle mais précieuse, elle ne s'est livrée à aucun homme non par vertu mais par dédain. Victor Hugo oppose sa beauté resplendissante à la noirceur de son âme, la compare à une Hydre et une Titane. Il la décrit comme attirée par le difforme et s'ennuyant en compagnie des gens de son rang.
Sa beauté et son rang lui attirent la jalousie de la reine et l'envie de Barkilphedro.
Elle découvre en Gwynplaine la distraction suprême, mêler sa beauté à la hideur. Elle représente l'Ève tentatrice, celle à laquelle Gwynplaine a du mal à résister. François Jacob voit en elle un être double : déesse et prostituée. Elle est la figure antithétique de Dea. Barbey d'Aurevilly critique chez Victor Hugo l'invraisemblance de ce personnage qui, prête à se livrer, noie Gwynplaine dans un flot de paroles.

### Barkilphédro
Instrument du destin, Barkilphédro est parvenu à un poste envié grâce aux faveurs de Josiane. Mais cette dépendance, au lieu de se transformer en reconnaissance, s'est muée en haine. Barkilphédro n'aura de cesse de se venger de sa bienfaitrice et de naviguer entre les trois personnes qui lui ont accordé leur confiance : la reine Anne, la duchesse Josiane et Lord David. Victor Hugo le décrit comme un reptile ambitieux, méchant et envieux, gros et visqueux.
La découverte de la confession des comprachicos, qui révèle l'existence du véritable héritier de la fortune de Clancharlie est l'instrument de sa vengeance : forcer la belle Josiane à épouser le monstrueux Gwynplaine, ancien saltimbanque est un projet qui le ravit et ravit la reine Anne. Il croit pouvoir faire de Gwynplaine son instrument mais les premières victimes de son complot sont en fait Gwynplaine et Dea.

### David Dirry-Moir
Lord David Dirry-Moir est le fils illégitime de Lord Clancharlie. Sa mère, restée en Angleterre, étant devenue la maitresse de Charles II, lui fait profiter des largesses du roi. Il devient ensuite un des favoris de son successeur Jacques II. À la mort de lord Clancharlie et en l'absence d'héritier légitime, il devient propriétaire des titres et des biens de son père naturel à condition qu'il consente à épouser la duchesse Josiane. À la chute de Jacques II, il se met au service de son successeur Guillaume. Il est décrit comme un personnage élégant, courageux à la guerre, un peu dandy, un peu opportuniste, d'un premier mouvement franc et sincère.
Personnage influent dans l'univers des oisifs de Londres, on le voit à toutes les distractions un peu violentes, combat de coq, boxe, exactions sur la population…. Il ne dédaigne pas de s'encanailler en se travestissant en matelot sous le nom de Tom-Jim-Jack.

Peintures à l'huile de Georges-Antoine Rochegrosse, maison de Victor Hugo, vers 1886.
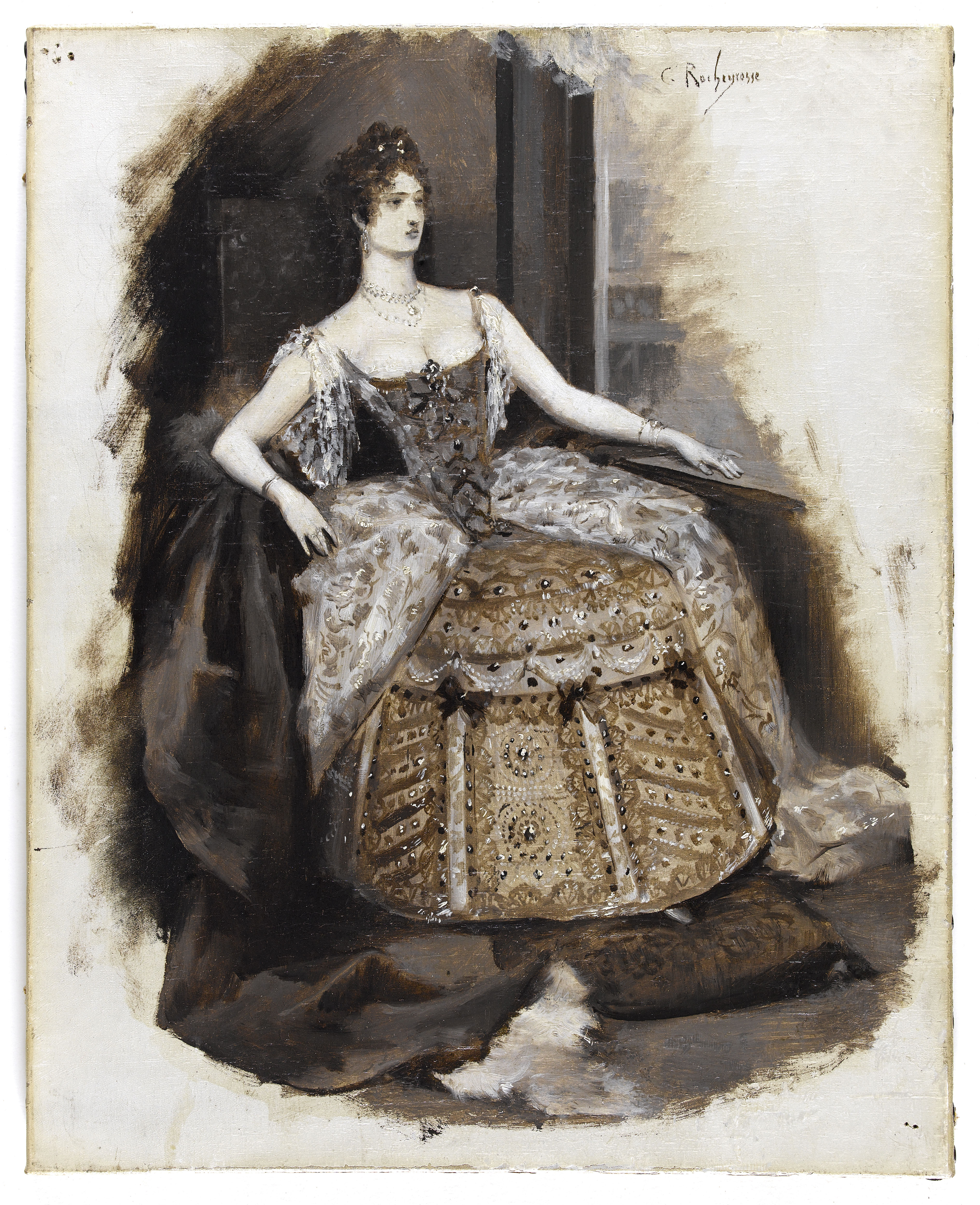
La duchesse Josiane.
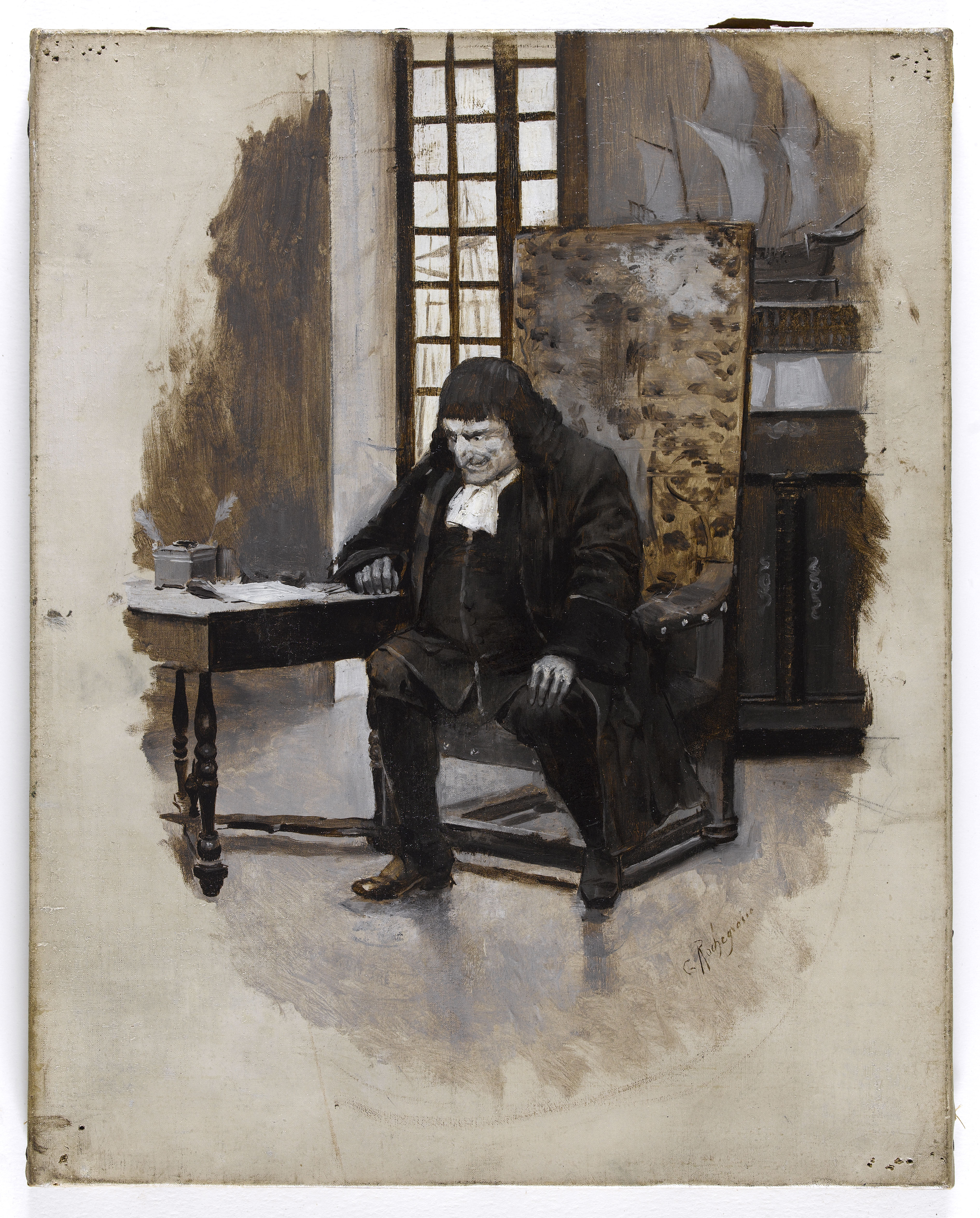
Barkilphedro.
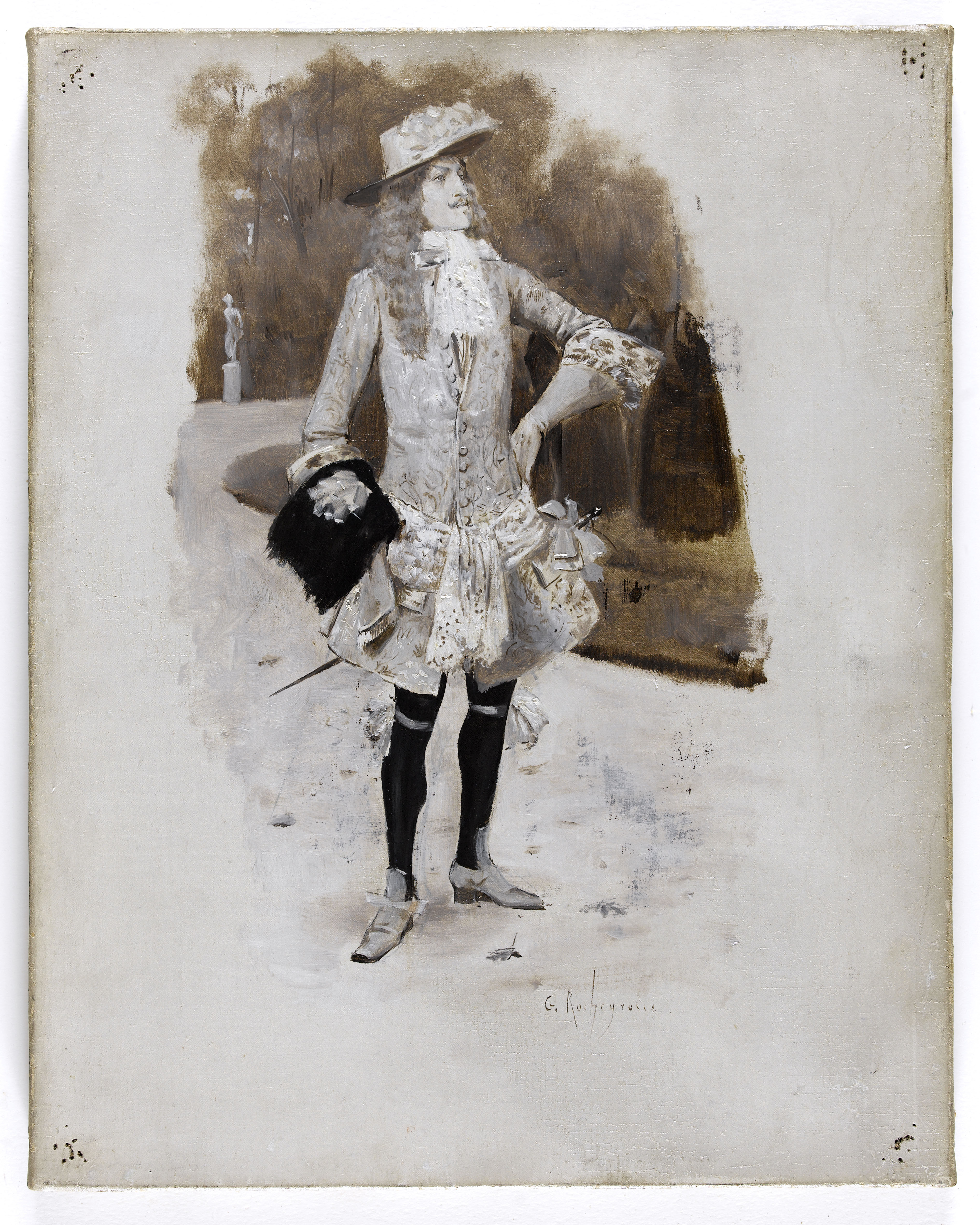
Lord David Dirry-Moir.

## Postérité
- Ce roman est assez longuement évoqué dans le chef-d'œuvre de James Ellroy, Le Dahlia noir, un roman policier très sombre, où une jeune fille retrouvée assassinée présente des mutilations qui évoquent celles de L'Homme qui rit. Le personnage de Gwynplaine, ainsi qu'un tableau représentant un clown au sourire cruellement élargi, sont des motifs récurrents de l'histoire du Dahlia noir[77],[78].
- Le faciès tragi-comique du Joker, personnage de la bande dessinée Batman, est inspiré du maquillage porté par Conrad Veidt dans une adaptation cinématographique du roman de Hugo réalisée par Paul Leni et sortie en 1928[79].
- Pour la romancière et philosophe Ayn Rand, pour qui Victor Hugo était le plus grand romancier de tous les temps[80], L'Homme qui rit est son meilleur roman[81]. En 1970, elle intitulera un de ses essais « The Comprachicos ».

## Adaptations

### Bande dessinée
Deux bandes dessinées en français ont été réalisées d'après le roman de Victor Hugo. Toutes deux sont intitulées L'Homme qui rit.
La première série est l'œuvre de Fernando de Felipe et paraît aux éditions Glénat en 2000.
La seconde, de Jean-David Morvan et Nicolas Delestret, aux éditions Delcourt, est plus récente. Elle comporte quatre tomes : La Mer et la nuit  (2007), Chaos vaincu (2008), La Tentation de Saint Gwynplaine (2009) et En ruine !  (2011).

### Cinéma

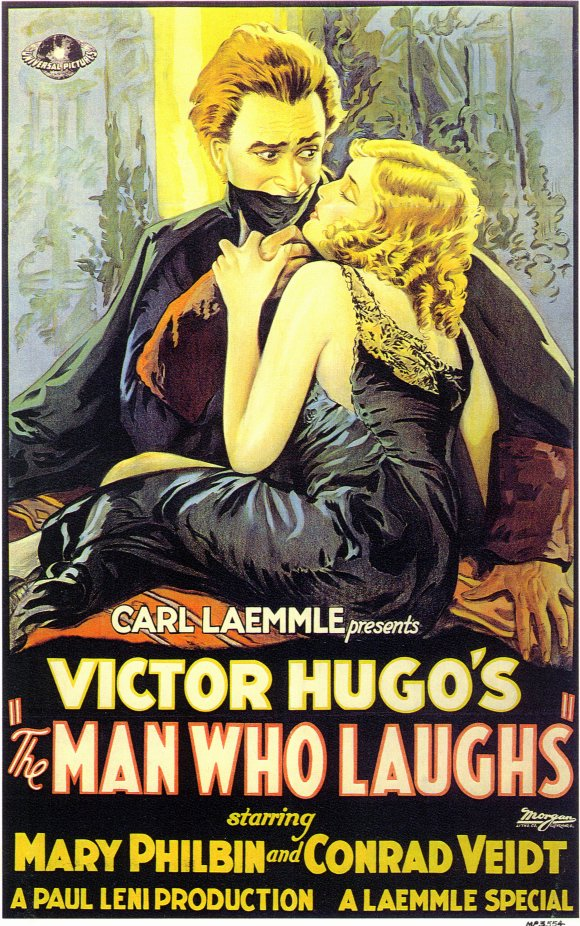
Affiche originale de L'Homme qui rit, film de Paul Leni (1928).

- 1928 : L'Homme qui rit (The Man Who Laughs), réalisé par Paul Leni avec Conrad Veidt dans le rôle principal.Film muet. Hormis une finale différente de celle du livre, l'œuvre de Paul Leni reste assez fidèle au roman.

- 1966 : L'Homme qui rit (L'Uomo che ride), réalisé par Sergio Corbucci, avec Jean Sorel dans le rôle principal.Bien qu’il se présente comme une adaptation du roman de Victor Hugo, le film de Corbucci n’a qu’un lointain rapport avec le livre.  En effet, outre que l’action soit déplacée de l'Angleterre des années 1700 à l'Italie de la renaissance, le film contient de nombreuses péripéties totalement absentes du roman.

- 1971 : L'Homme qui rit, réalisé par Jean Kerchbron avec Philippe Bouclet dans le rôle principal. Œuvre pour la télévision en trois épisodes.

- 2012 : L'Homme qui rit, réalisé par Jean-Pierre Améris, avec Gérard Depardieu (Ursus), Emmanuelle Seigner (Josiane) et Marc-André Grondin dans le rôle principal.C'est parce qu'il avait vu le téléfilm précédent dans son enfance qu'Améris a décidé de porter à son tour le roman à l'écran.  Son film est présenté en clôture à la Mostra de Venise 2012.

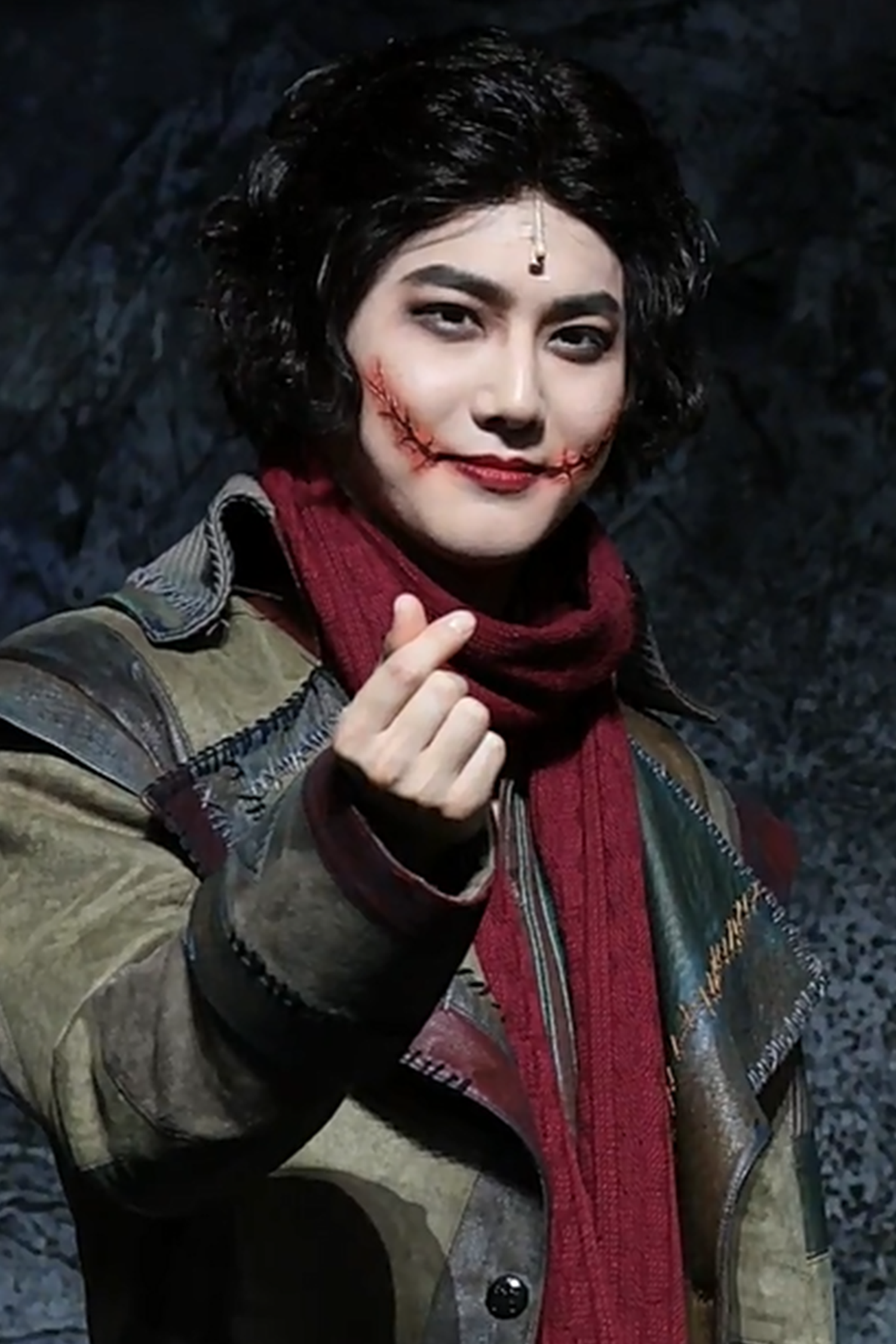
Suho durant une représentation de The Man Who Laughs (2018).

### Musique
- 2008 : L'Homme qui rit (musical), un spectacle musical de Ludovic-Alexandre Vidal et Julien Salvia (2008), Vingtième Théâtre - Paris.
- 2018 : The Man Who Laughs, une comédie musicale composée par Frank Wildhorn et Jack Murphy, dédiée au territoire sud-coréen. La distribution comporte notamment Park Hyo-shin, Suho (EXO) et Park Kang-hyun. Le spectacle a remporté trois prix dont le Best Musical Award aux Korean Musical Awards de 2019. La pièce connaît trois revivals avec la présence supplémentaire de Park Eun-tae en 2020, Kyuhyun (SuperJunior) en 2022 et Doyoung (NCT) en 2025.
- 2023 : L'Homme qui rit, un opéra du compositeur canadien Airat Ichmouratov, sur un livret du poète Bertrand Laverdure, est créé dans le cadre du Festival Classica, le 31 mai 2023 à Montréal[83],[84],[85].

### Spectacles
- 2013 : L'homme qui rit, mise-en-scène de Soizic de La Chapelle, Espace 44
- 2015-2016 : L'Homme qui rit, adaptation et mise-en-scène de Gaële Boghossian, Collectif 8
- 2018 : L'Homme qui rit, adaptation et mise-en-scène par Claire Dancoisne, Théâtre de La Licorne - Dunkerque.